# 乌延胡里改
乌延胡里改，乌延（兀颜）氏，金朝女真族将领，曷懶路星显水人。
胡里改授爱也窟谋克，跟随鲁王完顏闍母围平州，有功。金太宗天会三年（1125年），参与攻打宋朝，围开封，在城南击败宋兵。天会五年（1127年），攻宋城县，追杀宋朝逃军千余人。天会八年（1130年），攻庐州、至柘臬镇，领甲士三十人为先锋，擒获宋使。再以先锋军攻和州，在含山县伏击宋军，擒获姚观察。天会九年，定陕西，跟随烏延蒲盧渾略熙州、秦州，在秦州击败宋兵二千。受命领四谋克攻襄阳府。跟随梁王完颜宗弼攻陈州，大败弃城出逃的宋军。皇统二年（1142年），升任定远大将军。皇统八年（1148年）授临洮少尹，兼熙秦路兵马副都总管。皇统九年，改同知京兆尹，兼本路兵马都总管。完颜亮天德年间，改任同知平阳尹，兼河东南路兵马都总管。贞元三年（1155年），改同知曷懶路总管。金世宗大定四年（1164年），授胡里改节度使。大定七年（1167年），改归德军节度使。大定十年（1170年）移镇显德。六十九岁时在官任上去世。